# مریلین لایتستون
مریلین لایتستون (به انگلیسی: Marilyn Lightstone؛ زاده ۲۸ ژوئن ۱۹۴۰) هنرپیشه، صداپیشه و فیلم‌نامه‌نویس اهل کانادا است. عمده شهرت وی به خاطر بازی در نقش موریل استیسی در مجموعه‌های تلویزیونی آن در گرین گیبلز و قصه‌های جزیره است.